# Batalla de Llano El Espino
La Batalla de Llano El Espino fue una batalla librada por las tropas de la provincia de San Salvador, al mando de Manuel José Arce, y las de la Capitanía General de Guatemala como parte del ejército del imperio Mexicano, al mando del mayor de origen chileno José Nicolás de Abós y Padilla, el 11 de marzo de 1822 en el lugar conocido como Llano del Espino.  Fue la primera batalla en territorio centroamericano después de la independencia.

## Antecedentes

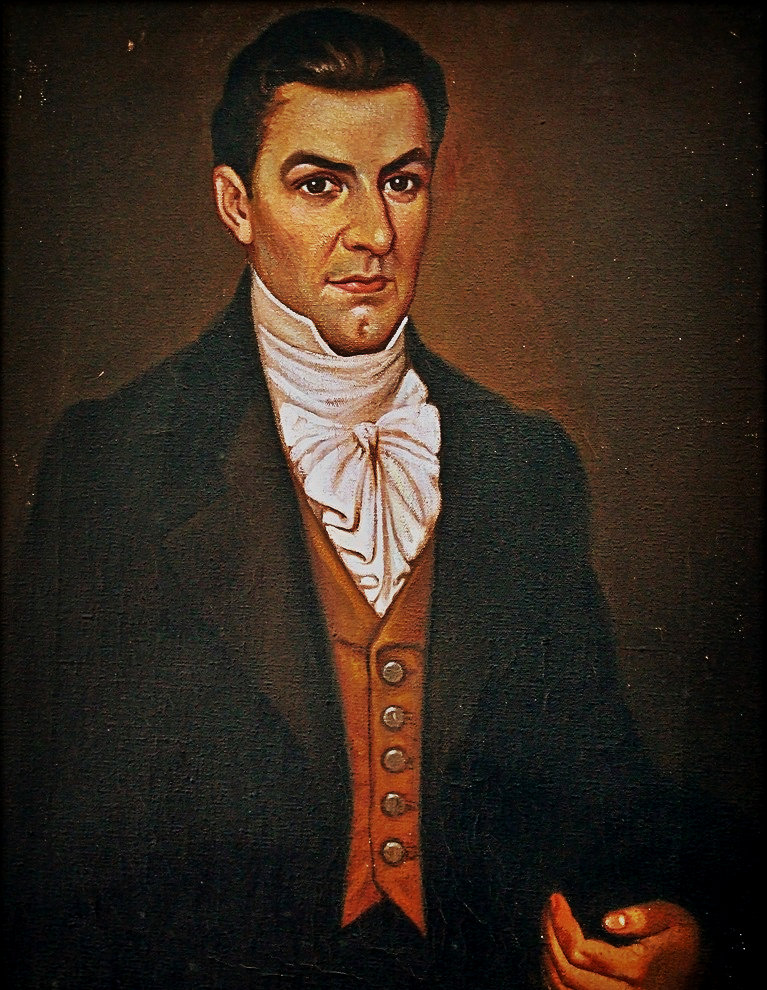
Manuel José Arce.

Después de la declaración de independencia de 15 de septiembre de 1821, las posturas de los ayuntamientos centroamericanos era disímil con respecto al futuro de las provincias. La más importante decisión que enfrentaban, era el ofrecimiento de Agustín de Iturbide a los miembros de la desaparecida Capitanía General de Guatemala para unirse al Imperio Mexicano. Iturbide también ofrecía tropas para apoyar a los que estuvieran a favor. 
Gabino Gaínza, excapitán general de la Capitanía General de Guatemala convertido a Jefe Político de la Junta Provincial Consultiva, repartió oficios a los ayuntamientos desde el día 8 de noviembre de 1821 para que mostrasen su posición a favor o en contra de la anexión. En San Salvador se recibió el oficio el 12 de diciembre y expresó su total desacuerdo, ya que era contradictorio a lo declarado el 15 de septiembre, en el sentido de que sería un congreso nacional el que decidiría la suerte de las provincias. Sin embargo,  104 provincias aceptaron la proposición, y otro número mucho menor dejaba en manos de la Junta o el Congreso la decisión. Pocas provincias se oponían claramente, entre ellas San Salvador.
La Junta Consultiva declaró la anexión a México el 5 de enero de 1822. San Salvador se opuso nuevamente y cambió el nombre de sus autoridades a Junta de Gobierno con José Matías Delgado a la cabeza. Como encargado del ejército se nombró a Manuel José Arce. La Junta Consultiva de Guatemala declaró la guerra para salvaguardar a quienes defendían la anexión, entre ellas el poblado de Santa Ana. Para hacer efectivo su rechazo, tropas de San Salvador, al mando del General Arce, pasaron a Santa Ana, para que aquella villa obedeciese al gobierno de San Salvador. En vista de lo anterior, Santa Ana solicitó tropas a Gabino Gaínza, por lo que este accedió a la ayuda pedida.

## Batalla de Llano El Espino
El día 12 de febrero de 1822, el presidente de la regencia de México, Agustín de Iturbide, en contestación a una carta de Mariano de Aycinena y Piñol, miembro de la facción que deseaba la anexión a México, expresaba:

Por la 2ª grata de U. quedo impuesto de los desagradables sucesos de San Salvador, cuya acta he leído. Convengo con Ud. en que siendo ésta una Ciudad pequeña y situada en el centro de las opulentas que forman el (Imperio) no puede subsistir separada de las instituciones de éste...

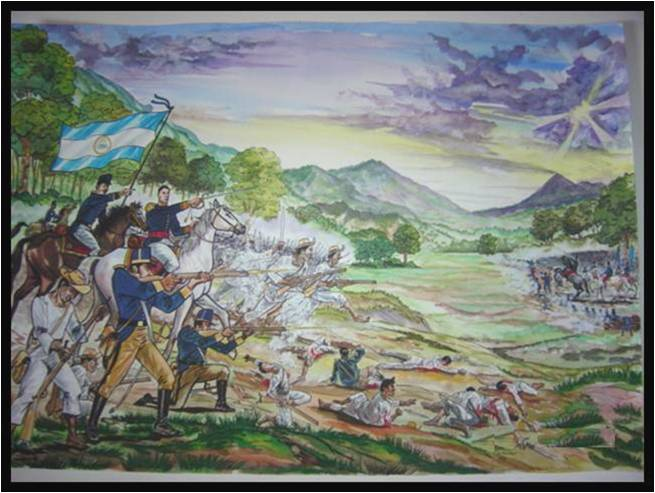
Batalla de Llano El Espino; aunque las fuerzas salvadoreñas fueron superadas en número y en recursos, su resistencia marcó un hito simbólico en la lucha por la autodeterminación, siendo el primer enfrentamiento formal de la nación salvadoreña contra un ejército extranjero tras la independencia de España, y una expresión temprana del nacionalismo popular que más tarde influiría en la identidad republicana del país.

Asimismo, informaba la partida de Vicente Filísola al mando de las tropas mexicanas para recibir las órdenes pertinentes de las autoridades guatemaltecas. El 18 de febrero Aycinena comunicaba a Filísola:

La ciudad de San Salvador...es la que más perjuicio nos ha causado (porque) esta hora se resiste reconocer el (Gobierno) del Imperio pero se halla atacada por todos los rumbos...

Para el mes de marzo, un contingente de 120 soldados de las fuerzas guatemaltecas al mando del sargento mayor de Abós y Padilla se encontraban en Santa Ana, poblado que junto a Sonsonate y San Miguel se había declarado unida al Imperio de México; precisamente, las autoridades guatemaltecas decidieron incorporar a Santa Ana a la  provincia de Sonsonate para salvaguardar su decisión.
Los salvadoreños decidieron enviar un contingente de ochocientos hombres al mando de Manuel José Arce con rumbo a Santa Ana. Enterados los guatemaltecos, decidieron replegarse hacia Sonsonate y Ahuachapán, dejando el poblado a manos de los salvadoreños. Ocupada Santa Ana por Arce, fue emitida un acta por la municipalidad en la que decidieron incorporarse a San Salvador.
Posteriormente, Arce tomó rumbo hacia Sonsonate para recuperarla en favor de San Salvador. En el trayecto supo de la marcha de Abós y Padilla para acometerle, por lo que decidió enfrentarlo en el llano "El Espino". El combate se libró en la noche del once de marzo, y la victoria fue para los salvadoreños quienes sufrieron cinco bajas más ocho heridos. Por su parte, los guatemaltecos huyeron en retirada y tuvieron un total de trece muertos.
Aycinena informó de los hechos a Iturbide, además expresaba: 

La excesiva contemplación de la pasada Junta Gubernativa respecto al Cura Gobernante de San Salvador (se refiere a José Matías Delgado) y a los conocidos directores de ésta, ha hecho crecer la rebelión que habría sofocado fácilmente en su principio...

También Gabino Gaínza escribió a Iturbide, y le señalaba que los "sediciosos" habían tomado los pueblos de Nejapa, Quezaltepeque, Santa Ana y Chalchuapa, los cuales se habían pronunciado en favor de la anexión. En cuanto a la derrota de Padilla informó que "la superioridad de fuerzas" había obligado "a la dispersión de la tropa", que era conformada por 120 milicianos. De igual manera Gaínza decidió conformar una columna al mando del coronel de artillería Manuel Arzú para iniciar una nueva ofensiva.
Para el historiador guatemalteco Alejandro Marure:

Este fue el primer combate que se dio entre las tropas de Guatemala y San Salvador: insignificante y sin ninguna importancia por sí mismo, pero muy remarcable en nuestra historia porque en el campo de El Espinal quedó sembrada la semilla de la guerra civil de que ha sido víctima la nación centroamericana.

Marure se refería al conflicto que estalló en la época de la República Federal de Centro América entre 1827 y 1829.